# Katharinenkapelle (Ahrbrück)

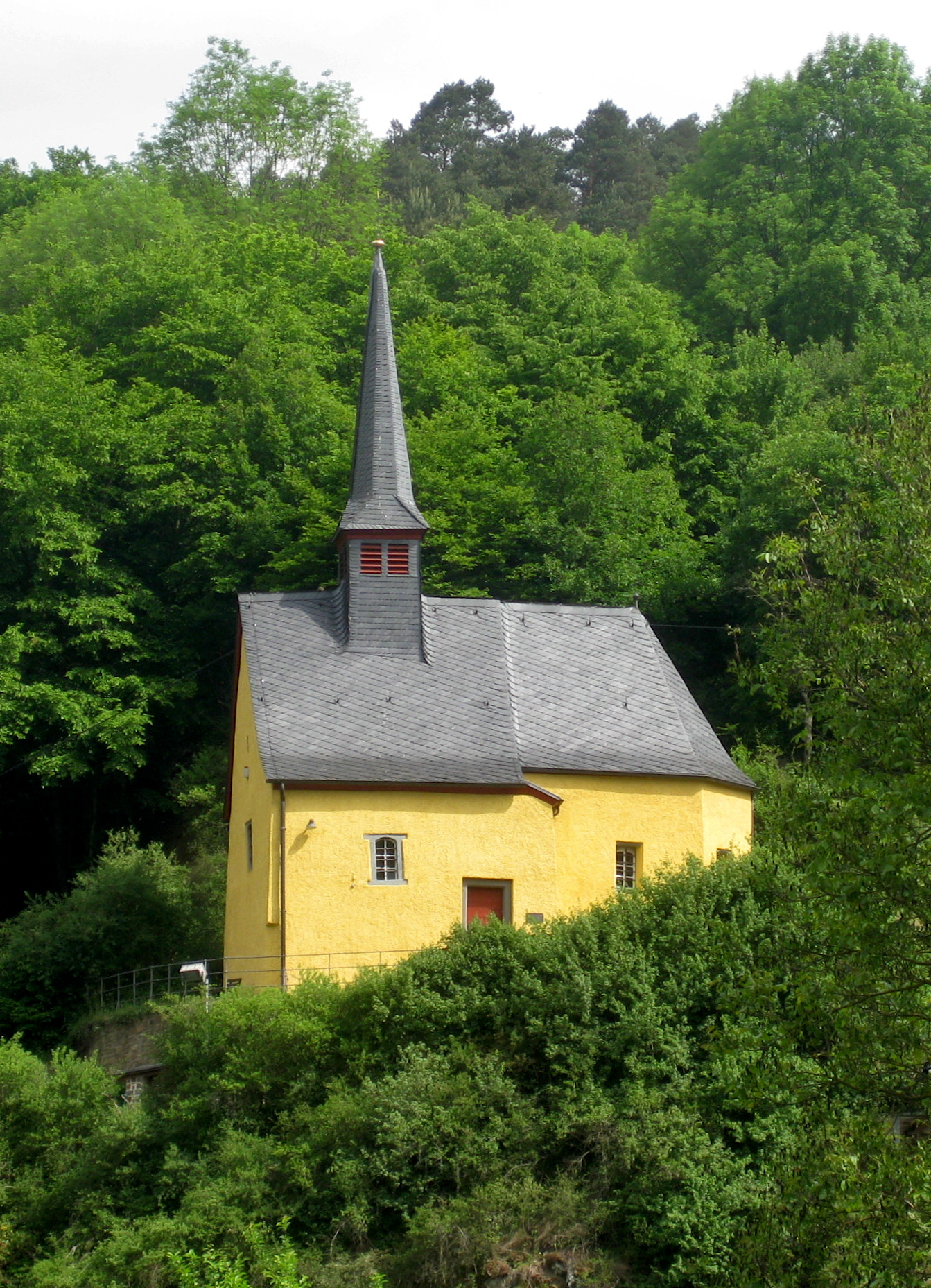
Ansicht der Kapelle (2011)

Die Katharinenkapelle in Ahrbrück (Ortsteil Brück), einer Ortsgemeinde im Landkreis Ahrweiler im nördlichen Rheinland-Pfalz, ist eine katholische Kapelle aus dem 17. Jahrhundert. Sie ist ein geschütztes Kulturdenkmal.

## Geschichte
Die Katharinenkapelle steht weit sichtbar oberhalb der Mündung des Kesselinger Bachs in die Ahr und hat eine Grundfläche von 15 × 5 Meter. Bis 1947 diente sie als Dorfkirche im Ortsteil Brück. 
Der Saalbau wurde 1925 instand gesetzt und 1976 umfassend restauriert. Der steile Weg zur Kapelle wurde neu gestaltet. 

## Ausstattung

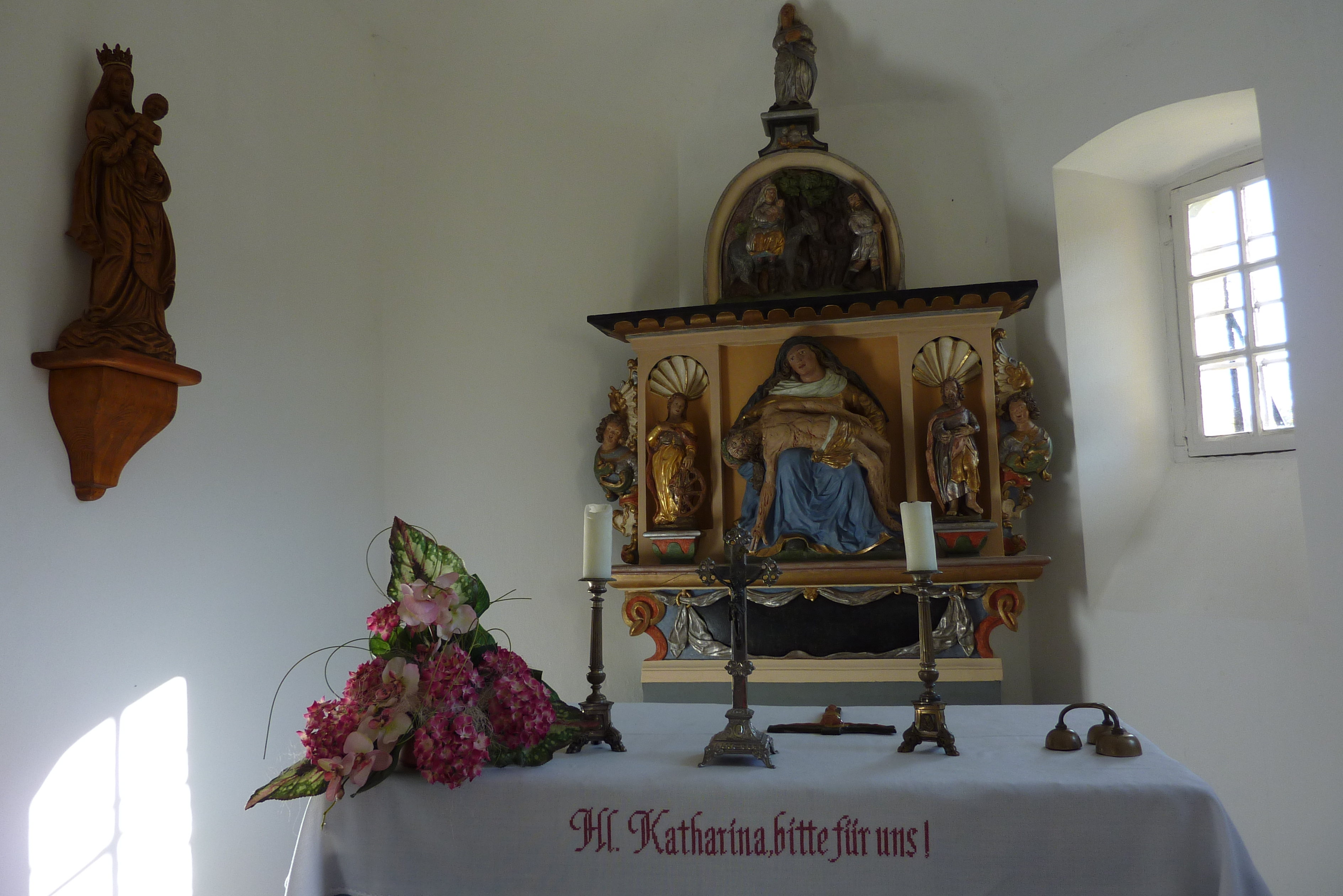
Chor mit Altar (2010)

Im Chor der Kapelle befindet sich ein Zelebrationsaltar mit einem Antependium, einem auf Leinwand gemalten Ölbild, das wohl die hl. Katharina von Alexandrien zusammen mit einer weiteren Heiligen darstellt. Der Altar mit einer Pietà aus der zweiten Hälfte des 15. Jahrhunderts besitzt eine Skulptur der hl. Katharina, die typischerweise mit einem Rad gezeigt wird. Eine weitere Skulptur der hl. Katharina befindet sich im Kirchenraum. 
Auf der Empore, die zusätzlichen Platz in der kleinen Kapelle bietet, steht ein Harmonium.